# Rodopske planine
Rodopske planine su najstariji planinski masiv na Balkanskom poluotoku. Prostiru se između rijeke Marice na istoku, Dinarskog i Šarsko-pindskog planinskog lanca na zapadu i Balkansko-karpatskih planina na sjeveroistoku. Na području Bugarske, Makedonije i Srbije.

## Sastav
Planine su građene od kristalastih škriljaca, s mramorom, granitom i mlađim vulkanskim stijenama.
Stare stijene, nabrane u gornjem paleozoiku, kasnije erodirane i ponovo uzdignute okomitim kretanjem duž rasjeda. Planine su bogate nalazištima kroma, olova, cinka, željeza, zlata i drugih ruda.

## Bugarska
Najveća rasprostranjenost je u južnoj Bugarskoj, gdje se nalazi najstarija jezgra masiva (tzv. pravi Rodopi), s najvišim vrhom na planini Rili (Musala 2925 m).

## Makedonija
U Makedoniji obuhvaćaju područje između doline Vardara i makedonsko-bugarske granice (Osogovska planina (2252 m), Plačkovica (1754 m), Ogražden (1744 m)). Pravim Rodopima je sličan Pelagonijski masiv (Jakupica (2540 m) zapadno od Vardara.

## Srbija
U Srbiji između rijeka Ibra i Morave i u Šumadiji, preovladavaju niža rodopska pobrđa i osamljene planine od mezozojskih i tercijarnih sedimenata na staroj podlozi. Rodopske planine se pružaju s desne i lijeve strane Južne i Velike Morave. S desne strane nalaze se planine: Dukat, Koćura, Besna Kobila, Vardenik, Čemernik, Ruj-planina, Seličevica, Stalaćka brda, Srbija i Resavski humovi, dok se s lijeve strane protežu: Kukavica, Vidojevica, Jastrebac, Juhor, Crni vrh i Azanjske planine.